# Dan Philips
Pour les articles homonymes, voir Philip et Philips (homonymie).
 (mars 2018).
 (mars 2018).
Dan Philip ou Dan Philips né le 11 avril 1935 à Sainte-Lucie et mort le 1er avril 2024 à Montréal, est président de la Ligue des Noirs du Québec de 1980 à 2020.

## Chronologie
Il arrive au Québec et s'installe à Montréal en 1972.
En 1974, il obtint un diplôme en éducation au collège Rhodes et devient entrepreneur en rénovation et en construction à la compagnie Dancor.
La même année, il devient membre de la Black Coalition of Canada et du Conseil de la communauté noire du Québec.
Il est secrétaire-trésorier à la Fédération des travailleurs et travailleuses du Québec (FTQ) entre 1977 et 1980.
En 1979, il obtient un diplôme en sciences politiques de l'Université Concordia.
Il rejoint la Ligue des Noirs du Québec à la fin des années 1970, dont il devient le président en 1980, poste qu'il conservera jusqu'à sa retraite en 2020.
En 1992, le journal à sensation Photo Police nomme Dan Philips le trou de cul de la semaine.
EN 1998, il réclame la censure du monologue Nigger Black d’Yvon Deschamps.
C'est en 2000 qu'il obtient le Prix Rosa Parks de la Commission des droits de la personne.
En 2001, il obtient le prix du bénévole de l’année au Québec.
En 2004, il soutient François Rebello candidat du Bloc québécois dans Outremont.
En 2005, la Ligue des Noirs du Québec porte plainte au Conseil de la radiodiffusion et des télécommunications canadiennes et au Collège des médecins contre le psychiatre Pierre Mailloux.
Il donne son appui au Bloc québécois en 2006 puis diffuse la vidéo du viol collectif présumé d'une jeune femme, dans le but de  critiquer la partialité de l'enquête policière dans une conférence de presse.
Dan Philip meurt le 1er avril 2024 au Centre d'hébergement Saint-Andrew du boulevard Cavendish à Montréal,.